# San Polo

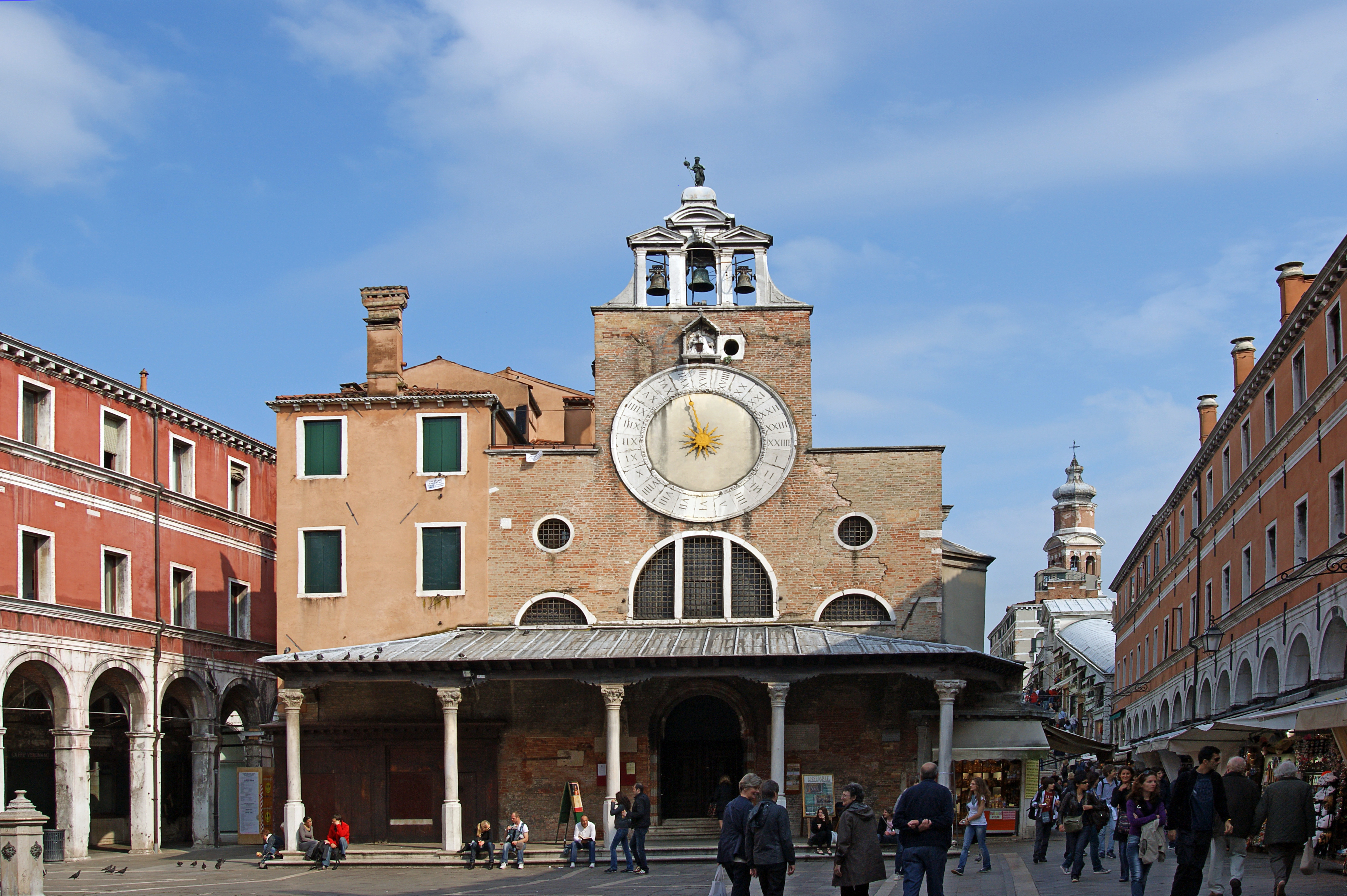
Chiesa di San Giacometto

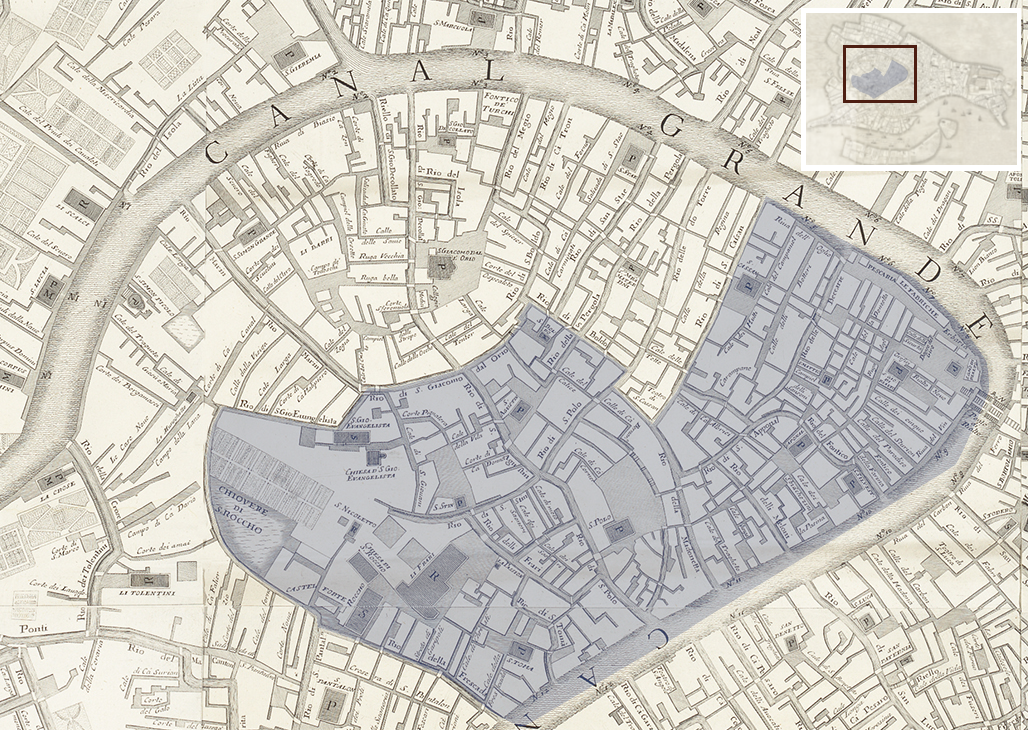
Plan Venedigs von 1729, Ausschnitt mit den Sestieri San Polo und Santa Croce

San Polo ist einer der sechs Stadtteile (Sestiere) des historischen Zentrums von Venedig. Er liegt rechts des Canal Grande in der durch diesen gebildeten großen Schleife. Seinen Namen leitet das Sestiere (Sechstel) von der Kirche San Polo ab, benannt nach dem hl. Paulus. Dieser Kirche war ehemals eine eigene Pfarrei zugeordnet; heute gehört sie zur Gemeinde Santa Maria Gloriosa dei Frari, auch als Frari-Kirche bekannt. Das Sestiere hatte im Jahr 1171 acht Contrade (Kirchengemeinden); bis 1586 stieg die Zahl auf neun.
San Polo zählt 4039 Einwohner (Stand 31. Dezember 2024), die sich auf die Pfarreien San Silvestro (mit San Giacometto), San Cassiano (mit Santa Maria Mater Domini) und Santa Maria Gloriosa dei Frari (mit San Polo und San Rocco) verteilten.

## Inseln
Die Bevölkerung verteilt sich wie folgt auf die sieben Einzelinseln:
| Insel             | Fläche m² | Bevölkerung 2009 | gehört zur Pfarrei                               | Bemerkungen        |
| ----------------- | --------- | ---------------- | ------------------------------------------------ | ------------------ |
| Frari             | 99910,73  | 1296             | Santa Maria Gloriosa dei Frari                   | mit San Rocco      |
| Meloni            | 23948,99  | 275              | San Silvestro                                    |                    |
| Nomboli           | 23948,99  | 459              | Santa Maria Gloriosa dei Frari (früher San Polo) |                    |
| San Boldo         | 16692,70  | 377              | Santa Maria Gloriosa dei Frari                   |                    |
| San Cassiano      | 32133,29  | 843              | San Cassiano                                     |                    |
| San Polo          | 33599,23  | 454              | Santa Maria Gloriosa dei Frari (früher San Polo) |                    |
| San Silvestro     | 73082,76  | 1318             | San Silvestro                                    | mit San Giacometto |
| Sestiere San Polo | 303316,69 | 5022             | 3 Pfarreien                                      |                    |

| Insel             | Fläche (ha) | Einwohner 2011-10-09 | gehört zur aktuellen Pfarrei                     | contrade                                                   |
| Frari             | 10,0        | 1350                 | Santa Maria Gloriosa dei Frari                   | San Tommaso, San Stefano Confessore                        |
| Meloni            | 1,1         | 484                  |                                                  |                                                            |
| Nomboli           | 2,4         | 444                  | Santa Maria Gloriosa dei Frari (früher San Polo) |                                                            |
| San Boldo         | 1,67        | 370                  | Santa Maria Gloriosa dei Frari                   | Sant'Agostino, Sant'Ubaldo                                 |
| San Cassiano      | 3,2         | 833                  | San Cassiano                                     | San Cassiano                                               |
| San Polo          | 3,4         | 423                  | Santa Maria Gloriosa dei Frari (früher San Polo) | San Paolo Apostolo                                         |
| San Silvestro     | 7,3         | 1291                 | San Silvestro                                    | San Silvestro, Sant'Apollinare, San Giovanni Elimosinario? |
| Sestiere San Polo | 46,7        | 5022                 | 3 Pfarreien                                      | 10 contrade (San Matteo?)                                  |

## Sehenswürdigkeiten
Das Sestiere ist mit rund 34 Hektar das kleinste der Stadt, birgt in seinen Grenzen jedoch den ältesten Teil Venedigs und den zweitgrößten Platz, den Campo San Polo.
Herzstück ist der Rialto mit dem Mercato di Rialto, dem Handelszentrum der Stadt. Der Name ist von rivo alto (dt. hohes Ufer) abgeleitet und umfasste zu Beginn der Stadtentwicklung eine Gruppe von Inselchen, die Isole Rialtine, die ihr Zentrum um den Rio Businiaco bildeten. In diesem Teil der Stadt befand sich im 9. Jahrhundert auch der erste Regierungssitz, der von Malamocco hierher verlegt worden war. Von den ursprünglichen Bauten ist nach der Brandnacht vom 10. Januar 1514, ausgenommen die Kirche San Giacometto, kaum etwas übrig geblieben.